# الأفعال الخمسة
الأفعال الخمسة يسميها البعض الأمثلة الخمسة هي أفعال مضارعة اتصلت بألف المُثَنَّى أو بواو الجمع المذكر أو بياء المُؤَنَّثَةِ المُخَاطَبَةِ ، ويجب أن تكون على وزن واحدة من الكلمات الخمس الآتية:  
1. (هما) يلعب + ان = يلعبان. (ألف المثنى، للغائب)
2. (أنتما) تلعب + ان = تلعبان. (ألف المثنى، للمخاطب)
3. (هم) يلعب + ون= يلعبون. (واو الجمع المذكر، للغائب)
4. ( أنتم) تلعب + ون = تلعبون. (واو الجمع المذكر، للمخاطب)
5. (أنتِ مؤنث) تلعب + ين = تلعبين. (ياء المؤنثة المخاطبة)

## التسمية
سُمِّيَت بالأفعال الخمسة لأنها تأتي على خمس صيغ كما ذكر في الأعلى.

## الإعراب
إعراب الأفعال الخمسة كالآتي

### الرفع
ترفع الأفعال الخمسة بثبوت النون ما لم يسبق الفعل المضارع الصحيح أداة ناصبة أو جازمة، ولم تتصل به نون التوكيد اتصالاً مباشراً مثل (يكتبان - تعملان - يقومون - تخدمون - تعرفين)، وإن كان الفعل المضارع معتلاً أو رفع بثبوت النون يعتبر من العلامات الفرعية.

### النصب
تنصب الأفعال الخمسة بحذف النون - سواء كان الفعل المضارع صحيحا أو معتلاً - إذا سبق الفعل المضارع أداة ناصبة مثل (أن - لن - كي - حتى - لام التعليل - لام الجحود - فاء السببية - واو المعية)، مثل (الطالبان لن يذاكرا - اللاعبان لن يجريا).

### الجزم
تجزم الأفعال الخمسة بحذف النون - سواء كان الفعل المضارع صحيحاً أو معتلاً - إذا سبق الفعل المضارع أداة من الأدوات الجازمة مثل:
(لا الناهية - لم النافية - لام الأمر - لما التي معناها النفي) أو وقع في حالةٍ من حالات الجزم، كأن يقع الفعل في (جواب الطلب - جواب الشرط بأداة جازمة)
( إن تذاكرون تنجحون = إن تذاكروا تنجحوا - من يستطيع فعل الخير يكون إنساناً = من يستطع فعل الخير يكن إنساناً ).

## إسناد الأفعال إلى كلٍّ من ألف الاثنين، وواو الجماعة، وياء المخاطبة
في الآتي سنُسند كُلًّا من الأفعال الآتية إلى ألف الاثنين، وواو الجماعة، وياء المخاطبة مع بيان ما حدث من تغير.
- يشرح (صحيح الآخر)
- ينهى (معتل الآخر بالألف)
- يسمو (معتل الآخر بالواو)
- يمشي (معتل الآخر بالياء)

| ألف الاثنين                                      | واو الجماعة                                     | ياء المخاطبة                              |
| ------------------------------------------------ | ----------------------------------------------- | ----------------------------------------- |
| يشرحان، تشرحان (أُضيفت ألف الاثنين وفُتح ما قبلها) | يشرحون، تشرحون (أُضيفت واو الجماعة وضُم ما قبلها) | تشرحين (أُضيفت ياء المخاطبة وكُسر ما قبلها) |
| ينهيَان، تنهيَان (قُلبت الألف ياءً)                  | ينهَوْن، تنهَوْن (حُذفت الألف المقصورة)              | تنهَيْن (حُذفت الألف المقصورة)               |
| يسمُوَان، تسمُوَان (أُضيفت ألف الاثنين وفُتح ما قبلها) | يسمُون، تسمُون (حُذفت واو الفعل)                   | تسمِين (حُذفت واو الفعل وكُسر ما قبلها)      |
| يمشِيَان، تمشِيَان (أُضيفت ألف الاثنين وفُتح ما قبلها) | يمشُون، تمشُون (حُذفت الياء وضُم ما قبلها)          | تمشِين (حُذفت ياء الفعل)                    |